# Andrew Gabel
Andrew Alexander „Andy” Gabel (ur. 23 grudnia 1964 w Chicago) – amerykański łyżwiarz szybki specjalizujący się w short tracku, srebrny medalista igrzysk olimpijskich, medalista mistrzostw świata i zimowej uniwersjady.
W 1988 roku wziął udział w konkurencjach pokazowych w short tracku podczas igrzysk olimpijskich w Calgary. W zawodach tych zajął 4. miejsce w sztafecie, 23. miejsce w biegu na 500 m, 24. na 1000 m, 23. na 1500 m i 14. na 3000 m.
Trzykrotnie wystąpił w zimowych igrzyskach olimpijskich. W 1992 roku podczas igrzysk w Albertville wziął udział w biegu na 1000 m, jednak został zdyskwalifikowany w rundzie kwalifikacyjnej. W lutym 1994 roku wystąpił na igrzyskach olimpijskich w Lillehammer. Zdobył srebrny medal olimpijski w biegu sztafetowym (amerykańską sztafetę stanowili poza nim Randall Bartz, Eric Flaim i John Coyle). Ponadto zajął czternaste miejsce w biegu na 500 m i dziewiątą na 1000 m. Podczas kolejnych zimowych igrzysk, w 1998 roku w Nagano, zaprezentował się w tych samych trzech konkurencjach co w Lillehammer – zajął czwarte miejsce w biegu na 1000 m, szóste w sztafecie i siódme w biegu na 500 m.
W 1987 i 1993 roku zdobył brązowe medale mistrzostw świata, w 1995 roku brązowy medal drużynowych mistrzostw świata, a w latach 1989–1991 cztery medale zimowej uniwersjady (dwa srebrne i dwa brązowe).